# Miss Namibia

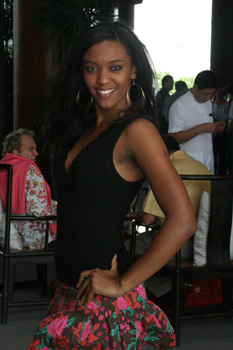
Marichen Luiperth, Miss Namibia 2007

Miss Namibia este un concurs de frumusețe care are loc aproape anual în Namibia. El a avut loc pentru prima oară în anul 1980 și a purtat acest nume până în anul 1990, până atunci au venit și candidatele din Africa de Sud de care aparținea Namibia. Câștigătoarele concursului candidează pentru titlul de Miss World, Miss Universe, Miss Personality, Queen of Beauty, Miss Congeniality, Faceo of Africa și Princess Africa.

## Câștigătoarele concursului
| Anul | Nume                   | Note                                                                                 |
| ---- | ---------------------- | ------------------------------------------------------------------------------------ |
| 1980 | Bernice Tembo          |                                                                                      |
| 1981 | Antoinette Knoetze     |                                                                                      |
| 1982 | Desere Kotze           |                                                                                      |
| 1983 | Astrid Klotzch         |                                                                                      |
| 1984 | Peta Harley-Peters     |                                                                                      |
| 1985 | Alice Pfeiffer         |                                                                                      |
| 1986 | Jo-Rina Meyer          |                                                                                      |
| 1987 | Bianca Pragt           |                                                                                      |
| 1988 | Caroline du Preez      |                                                                                      |
| 1989 | Emsie Esterhuizen      |                                                                                      |
| 1990 | Ronel Liebenberg       |                                                                                      |
| 1991 | Michelle McLean        | Miss Universe 1992, Top 5 Miss World 1991                                            |
| 1992 | Anja Schroeder         |                                                                                      |
| 1993 | Barbara Kahatjipara    | Miss Congeniality Miss Universe 1994                                                 |
| 1994 | n-a avut loc           |                                                                                      |
| 1995 | Patricia Burt          |                                                                                      |
| 1996 | Faghma Absalom         |                                                                                      |
| 1997 | Sheya Shipanga         |                                                                                      |
| 1998 | Retha Reinders         |                                                                                      |
| 1999 | Vaanda Katjuongua      |                                                                                      |
| 2000 | Mia de Klerk           |                                                                                      |
| 2001 | Michelle Heitha        |                                                                                      |
| 2002 | Ndapewa Alfons         | Top 10 Miss Universe 2003                                                            |
| 2003 | Petrina Thomas         |                                                                                      |
| 2004 | Adele Basson           |                                                                                      |
| 2005 | Leefa Shiikwa*         | Miss Namibia 2005, Leefa Shiikwa a pierdut titlul, când s-a aflat că era căsătorită. |
| 2006 | Anna Svetlana Nashandi | Top 15 Miss World 2006                                                               |
| 2007 | Marichen Luiperth      |                                                                                      |
| 2008 | Marelize Robberts      |                                                                                      |
| 2009 | Happie Ntelamo         |                                                                                      |